# Sittwe
Sittwe, förutvarande Akyab, är en stad i Myanmar med 181 000 invånare (år 2006). Staden är belägen på landets västkust på en ö i sammanflödet av floderna Kaladan, Myu och Lemyo där de mynnar i Bengaliska viken. Den är huvudstad i delstaten Rakhine eller Arakan som den hette förr.
Staden grundades 1826 av britterna på platsen för en tidigare by och blev centrum i brittiska Arakan. I Akyab föddes den 18 december 1870 författaren Saki.
Sittwe är sedan upploppen 2012 en delad stad där muslimerna bor i en del och buddhisterna i en annan del av staden, åtskilda av avspärrningar.